# Huub Janssen (auteur)

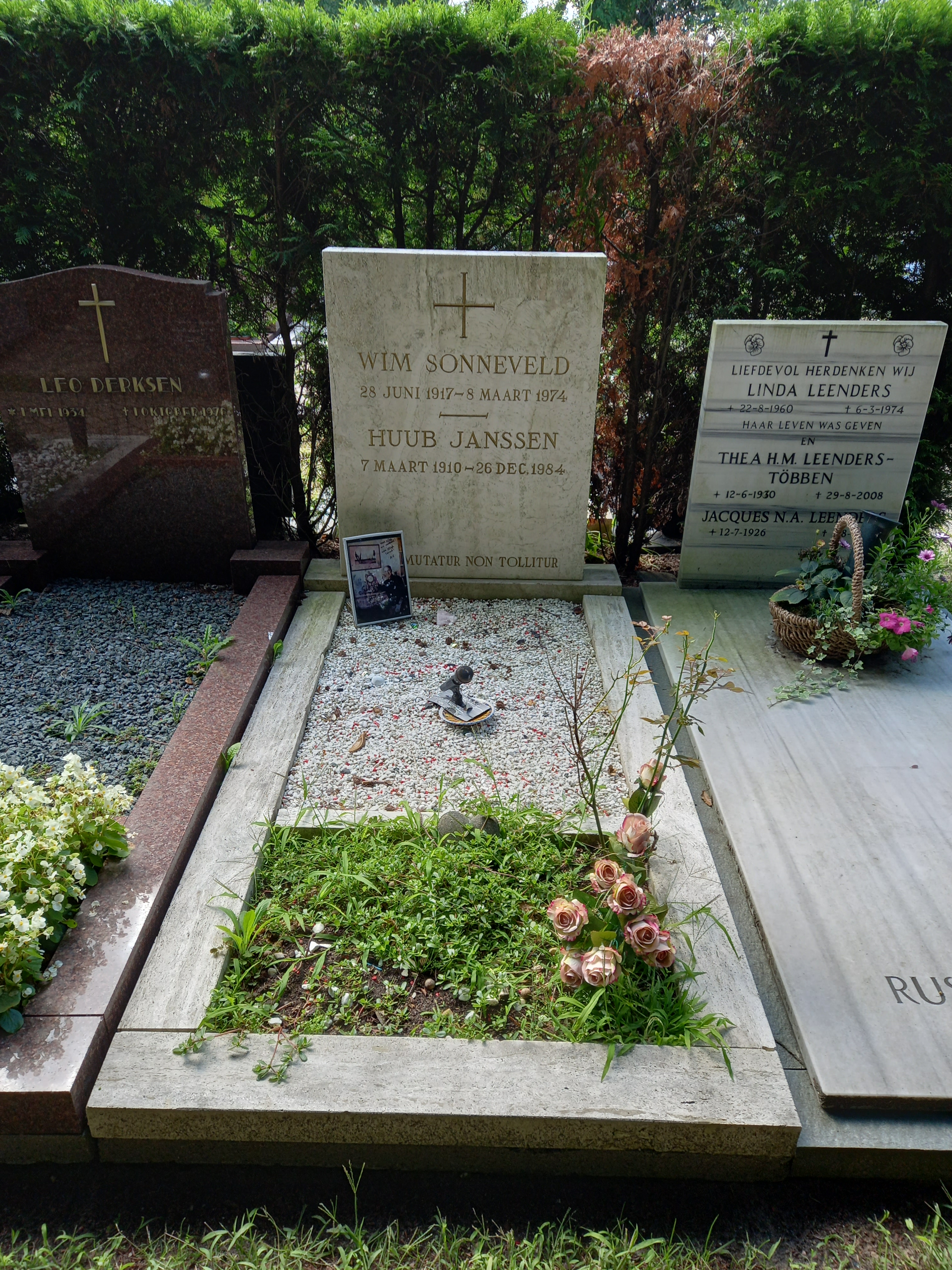
Het graf van Huub Janssen op Begraafplaats Buitenveldert

Hubert Wilhelmus Jacobus (Huub) Janssen  (Rotterdam, 7 maart 1910 – Parijs, 26 december 1984) was een Nederlandse schrijver en tekstdichter. Hij had lange tijd een relatie met Wim Sonneveld.
Janssen werd geboren als zoon van Wim Janssen en Jacoba Favier. Zijn vader had een fietsenzaak in Utrecht. Hij trad in 1925 in een trappistenklooster. Na vijf jaar verliet hij het klooster en kreeg toen een baantje bij een krant in Utrecht. Toen hij een verslag moest maken van een voorstelling in Tivoli ontmoette hij de 16-jarige Wim Sonneveld die er moest optreden.
In juli 1935 maakten ze samen een reis door Frankrijk. Janssen ging in Amsterdam wonen, waar hij bij reclamebureau Pätz werkte. Hij haalde Sonneveld over ook naar Amsterdam te komen. Ze hadden een relatie, maar in 1948 ontmoette Sonneveld Friso Wiegersma. Er ontstond toen een driehoeksrelatie, met Janssen volgens Wiegersma als een soort schoonmoeder. Janssen woonde vanaf begin jaren zestig in het huis van Sonneveld in Frankrijk, aanvankelijk in Roquefort-les-Pins en later in Vence. Na de dood van Sonneveld keerde hij terug naar Amsterdam. Hij begon vervolgens een relatie met vastgoedhandelaar Jan-Dirk Paarlberg. In 1978 gaf hij een gouden medaille, die Sonneveld van Fred Astaire had gekregen voor zijn medewerking aan de film Silk Stockings, door aan Jos Brink, die hij als Sonnevelds opvolger beschouwde.
Janssen overleed op 74-jarige leeftijd in Parijs op het Gare du Nord aan een hartaanval. Hij werd bijgezet in het graf van Sonneveld op de rooms-katholieke Begraafplaats Buitenveldert.
Paarlberg zou enige erfgenaam zijn geweest en zou na Janssens overlijden de helft van de rechten op Sonnevelds oeuvre bezitten.

## Werken
Janssen leidde onder het pseudoniem 'Han Hal' het cabaretgroepje De Rarekiek. Hij publiceerde enkele autobiografische romans en twee boeken over Sonneveld. Daarnaast vertaalde hij samen met Alfred Pleiter de musical My Fair Lady. Ook vertaalde hij Messieurs (1979), de debuutroman van de Franse schrijver Christian Combaz. Onder het pseudoniem Jean Senn schreef en vertaalde hij diverse liedjes voor Sonneveld, waaronder Daar is de orgelman (Het Lied Van Willem Parel). Ook was hij vaak ghostwriter voor Sonneveld. Janssen schreef ook de eerste afleveringen van de radioserie Het wonderlijke leven van Willem Parel en was co-scenarist van de gelijknamige film (1955).